# العلاقات الفنزويلية الكينية
العلاقات الفنزويلية الكينية هي العلاقات الثنائية التي تجمع بين فنزويلا وكينيا.

## مقارنة بين البلدين
هذه مقارنة عامة ومرجعية للدولتين:
| وجه المقارنة                                              | فنزويلا                                  | كينيا                         |
| --------------------------------------------------------- | ---------------------------------------- | ----------------------------- |
| المساحة (كم2)                                             | 916.45 ألف                               | 581.31 ألف                    |
| عدد السكان (نسمة)                                         | 28.87 مليون                              | 48.47 مليون                   |
| الكثافة السكانية (ن./كم²)                                 | 31.5                                     | 83.38                         |
| العاصمة                                                   | كاراكاس                                  | نيروبي                        |
| اللغة الرسمية                                             | اللغة الإسبانية، لغة الإشارة الفنزويلية ‏ | اللغة السواحلية، لغة إنجليزية |
| العملة                                                    | بوليفار فنزويلي                          | شيلينغ كيني                   |
| الناتج المحلي الإجمالي (بليون دولار)                      | 482.36 مليار                             | 74.94 مليار                   |
| الناتج المحلي الإجمالي (تعادل القوة الشرائية) بليون دولار |                                          | 142.24 مليار                  |
| الناتج المحلي الإجمالي الاسمي للفرد دولار أمريكي          |                                          | 1.38 ألف                      |
| الناتج المحلي الإجمالي للفرد دولار أمريكي                 |                                          | 2.95 ألف                      |
| مؤشر التنمية البشرية                                      | 0.762                                    | 0.548                         |
| رمز المكالمات الدولي                                      | +58                                      | +254                          |
| رمز الإنترنت                                              | .ve                                      | .ke                           |
| المنطقة الزمنية                                           | 00                                       | ت ع م+03:00                   |

## مدن متوأمة
في ما يلي قائمة باتفاقيات التوأمة بين مدن فنزويلية وكينية:
- ترتبط Colonia Tovar [الإنجليزية]‏ مع نيروبي باتفاقية توأمة منذ 13 يونيو 1992.

## منظمات دولية مشتركة
يشترك البلدان في عضوية مجموعة من المنظمات الدولية، منها:
| علم المنظمة | اسم المنظمة                        | تاريخ انضمام فنزويلا | تاريخ انضمام كينيا |
| ----------- | ---------------------------------- | -------------------- | ------------------ |
|             | يونسكو                             | 25 نوفمبر 1946       | 7 أبريل 1964       |
|             | وكالة ضمان الاستثمار متعدد الأطراف | 9 مايو 1994          | 28 نوفمبر 1988     |
|             | الأمم المتحدة                      | 15 نوفمبر 1945       | 16 ديسمبر 1963     |
|             | الاتحاد البريدي العالمي            | ?                    | ?                  |
|             | البنك الدولي للإنشاء والتعمير      | 30 ديسمبر 1946       | 3 فبراير 1964      |
|             | الاتحاد الدولي للاتصالات           | 13 أغسطس 1920        | 11 أبريل 1964      |
|             | منظمة حظر الأسلحة الكيميائية       | ?                    | ?                  |
|             | مؤسسة التمويل الدولية              | 28 ديسمبر 1956       | 3 فبراير 1964      |
|             | منظمة التجارة العالمية             | ?                    | 1995               |
|             | منظمة الشرطة الجنائية الدولية      | ?                    | ?                  |

## وصلات خارجية
- موقع وزارة الخارجية الفنزويلية
- موقع وزارة الخارجية الكينية